# Anthony Gardner
Anthony Gardner (Stafford, Inglaterra, 18 de agosto de 1981) es un exfutbolista inglés que jugaba de defensa

## Selección nacional
Fue internacional con la selección de fútbol de Inglaterra en una ocasión.

## Clubes
| Club                          | País       | Año       |
| ----------------------------- | ---------- | --------- |
| Port Vale F. C.               | Inglaterra | 1998-2000 |
| Tottenham Hotspur F. C.       | Inglaterra | 2000-2008 |
| Everton F. C. (cedido)        | Inglaterra | 2008      |
| Hull City A. F. C.            | Inglaterra | 2008-2011 |
| Crystal Palace F. C. (cedido) | Inglaterra | 2010-2011 |
| Crystal Palace F. C.          | Inglaterra | 2011-2012 |
| Sheffield Wednesday F. C.     | Inglaterra | 2012-2014 |